# Warmenhuizen
Warmenhuizen ist ein Dorf in der Gemeinde Schagen, in der niederländischen Provinz Nordholland. Im westfriesischen Dialekt nennt man den Ort Warmehui’ze oder Wermehúze. In der Region hat das Dorf auch den Beinamen Warmetuut.
Das ursprünglich agrarisch geprägte Dorf wird seit etwa 1970 zunehmend von Pendlern bewohnt. Warmenhuizen war bis 1990 eine selbstständige Gemeinde, danach wurde es der Gemeinde Harenkarspel zugeordnet. Diese wurde 2013 gemeinsam mit Zijpe aufgelöst und zur Gemeinde Schagen hinzugefügt. Im Dorf lebten im Jahr 2024 etwa 6095 Einwohner.

## Geschichte
Warmenhuizen soll im Jahre 745 durch König Radboud II. von Friesland durch die Anlage der ersten Halligen (Terpen) in der Region gegründet worden sein. Es ist bekannt, dass das Gebiet bis mindestens 1254 von den Grafen von Holland beherrscht wurde. Zusammen mit dem Ort Harenkarspel, der heutzutage den Namen Kerkbuurt trägt, kam das Dorf 1256 in den Besitz des Hauses Egmond.
Der letzte Graf dieses Hauses, der das Gebiet besaß, war Lamoral von Egmond. Seine Witwe Sabine von Pfalz-Simmern bekam das Gebiet, in dem das Dorf liegt, etwa 1576 in ihren Besitz, nachdem der Graf 1568 enthauptet worden war. Ihr Sohn Philip erbte das Gebiet, verlor es jedoch wieder, nachdem er im Achtzigjährigen Krieg die Seite der unterlegenen Spanier gewählt hatte. Nach Philips Tod 1590 erhielt sein Familienmitglied Lamoral II. von Egmont die Gebiete zugesprochen, verbunden jedoch mit der Auflage, sich in Frankreich niederlassen zu müssen. Durch ernste Geldprobleme konnte er das Gebiet nicht lange halten. Sein Besitz wurde an die Staaten von Holland und Westfriesland verkauft, welche es 1607 wiederum für 10.050 Gulden an die Herren Gybels und Van der Elburch weiterveräußerten.

## Bauwerke
Der Grundstein für die Oude Ursulakerk in Warmenhuizen wurde bereits im 13. Jahrhundert gelegt. Die Kirche wird seit der Reformation von der protestantischen Gemeinde genutzt. Die Uhr im Turm der Kirche stammt ursprünglich aus einem 1779 eingestürzten Kirchturm in der Nachbargemeinde Schoorl. In der Kirche werden neben Gottesdiensten auch Ausstellungen und Konzerte abgehalten.
Nicht zu verwechseln mit der Oude Ursulakerk ist die 1872 erbaute, römisch-katholische Sint-Ursula en Gezellinnenkerk. Dieses im neuromantischen Stil gestaltete Bauwerk wurde vom Architekten Theo Asseler entworfen.
Die Dorfherberge De Moriaan wurde erstmals 1589 erwähnt und beherbergt heute ein Restaurant.
Im Umland von Warmenhuizen, nahe der Ortschaft Huiskebuurt, befindet sich eine klassische Poldermühle. Diese De Grebmolen genannte Windmühle datiert aus dem Jahr 1875.

## Sport
Das Dorf ist überregional für seine vielen Sportler bekannt. Unter anderem lebte der Radrennfahrer Steven Rooks, Gewinner des Gepunkteten Trikots bei der Tour de France 1988, in Warmenhuizen.
Im Dorf ansässig ist der 1927 gegründete Fußballklub VIOS Warmenhuizen.

## Söhne und Töchter
- Pieter Jacob Albrecht Adriani (1879–1974), Steuerrechtsexperte und Professor für Steuerrecht
- Joop Klant (1915–1994), Prosaschriftsteller und Ökonom
- Kees Kwant (1918–2012), Philosoph
- Klaas Boot (1927–2003), Turner und Sportreporter
- Wilfred Klaver (* 1963), Schauspieler und Sänger
- Matthé Pronk (* 1974), Radrennfahrer
- Maarten van der Weijden (* 1981), Langstreckenschwimmer
- Jos Pronk (* 1983), Radrennfahrer
- Marco van Duin (* 1987), Fußballer
- Joris Berkhout (* 1999), Volleyballspieler

## Galerie

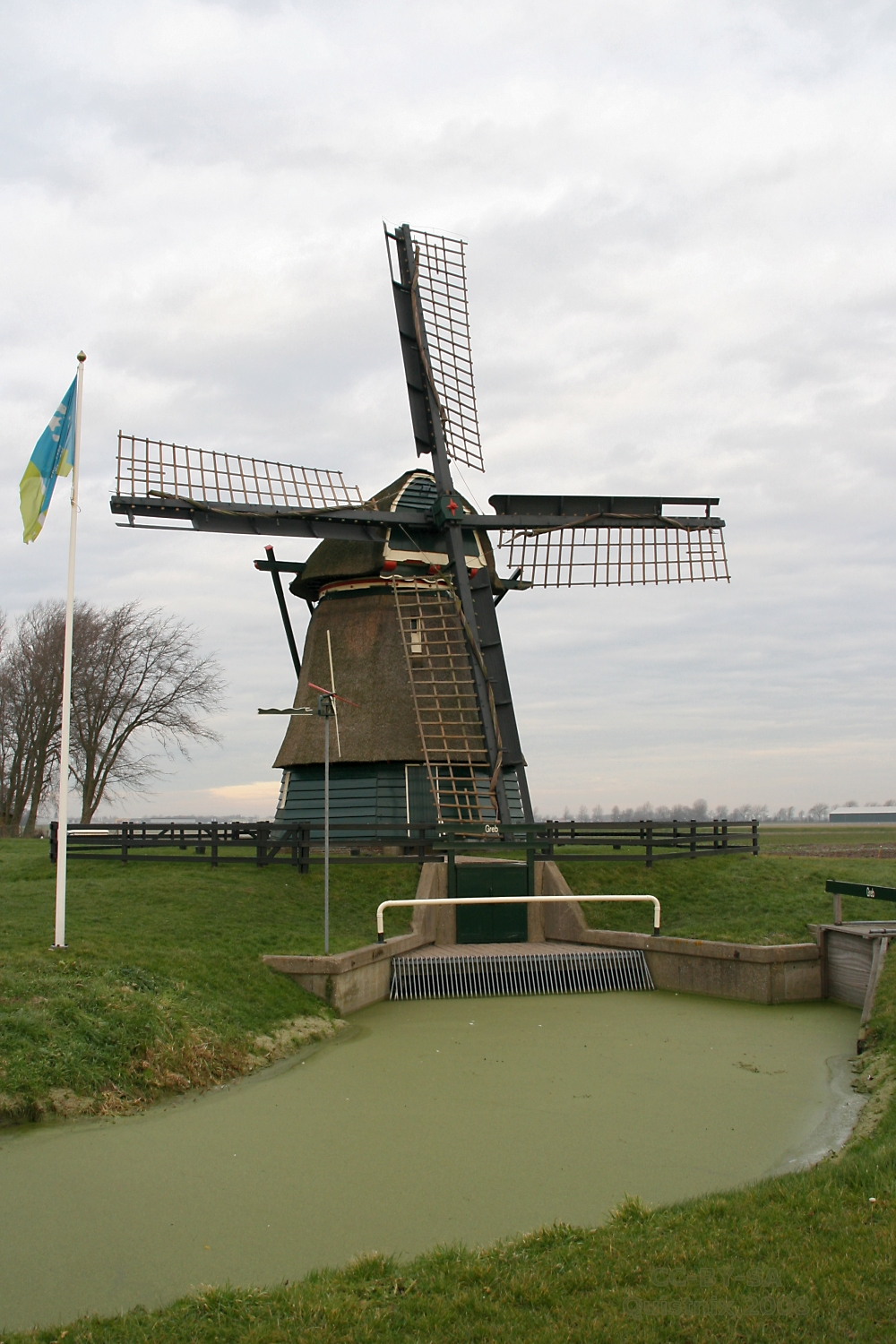
Poldermühle De Grebmolen
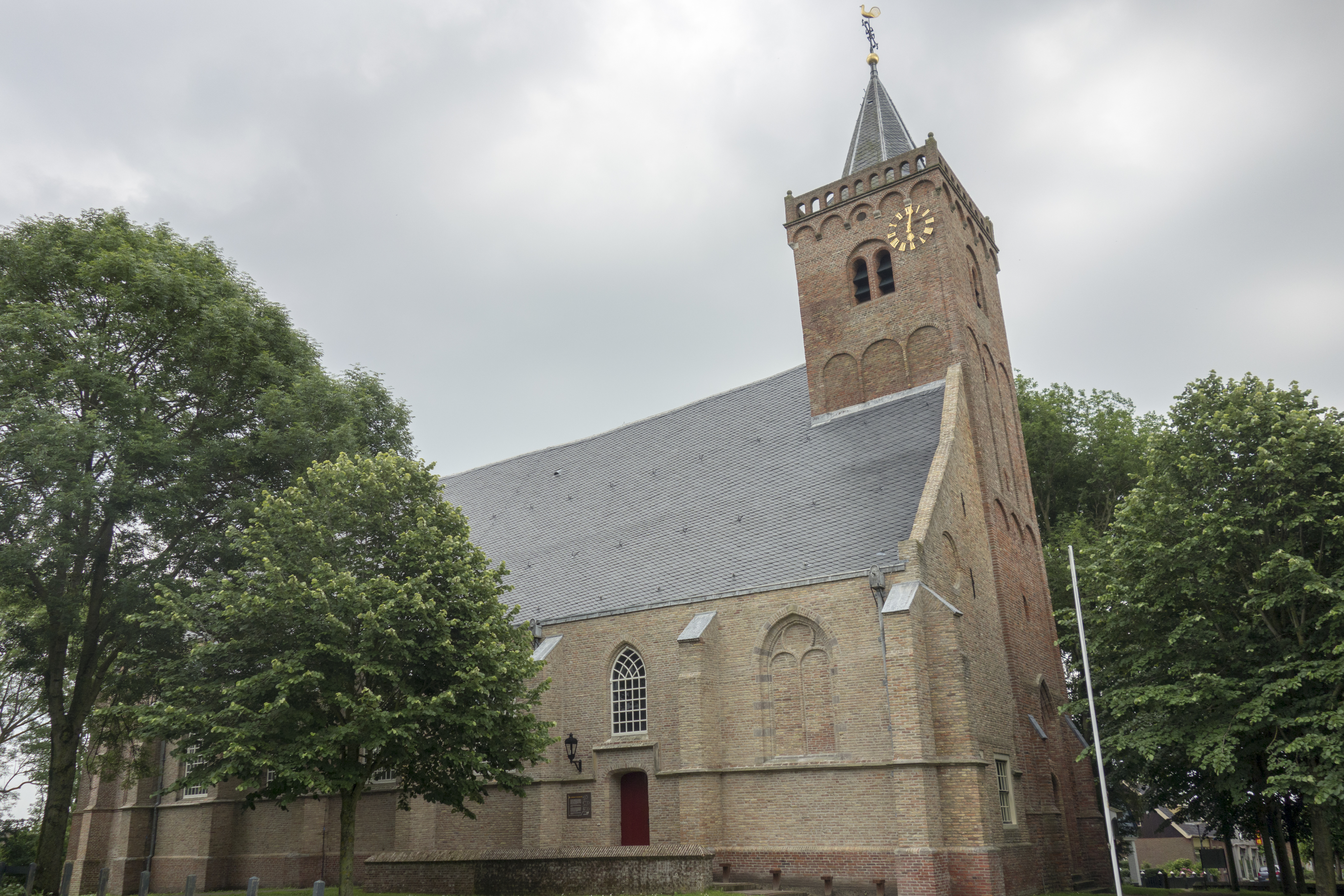
Oude Ursulakerk
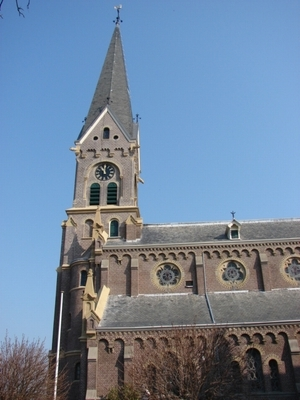
Sint-Ursula en Gezellinnenkerk